# Vendeuil-Caply

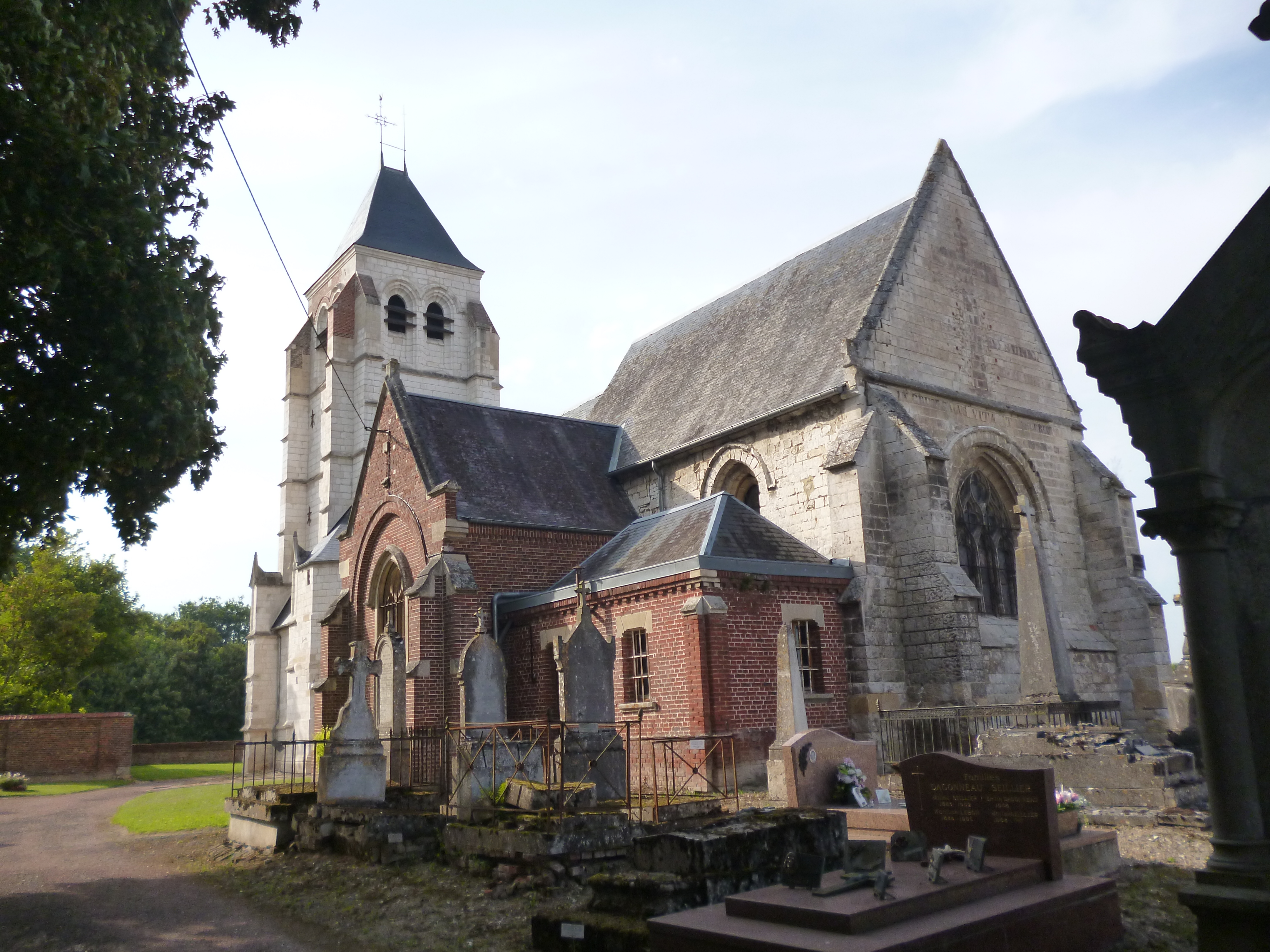
Kerk

Vendeuil-Caply is een gemeente in het Franse departement Oise (regio Hauts-de-France) en telt 401 inwoners (2004). De plaats maakt deel uit van het arrondissement Clermont.

## Geografie
De oppervlakte van Vendeuil-Caply bedraagt 10,9 km², de bevolkingsdichtheid is 36,8 inwoners per km².
De onderstaande kaart toont de ligging van Vendeuil-Caply met de belangrijkste infrastructuur en aangrenzende gemeenten.

## Demografie
Onderstaande figuur toont het verloop van het inwonertal (bron: INSEE-tellingen).